# Thubten Wangchen

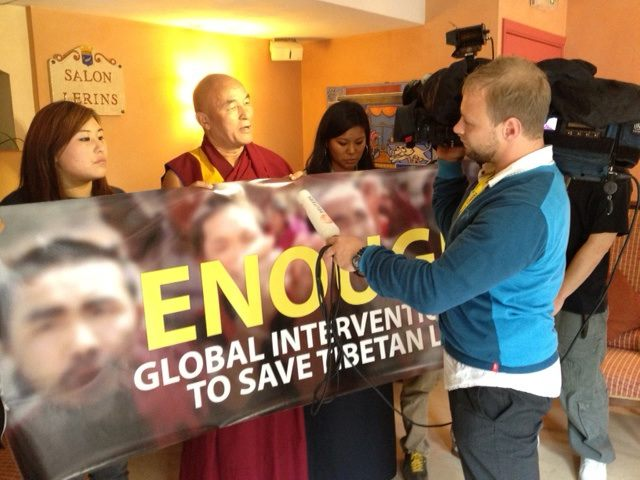
Thubten Wangchen en una protesta a la cimera del G20 el 2011.

Thubten Wangchen (Tibet, 1954) és un monjo budista, fundador de la Casa del Tibet a Barcelona, representant del Tibet a Espanya i membre del Parlament tibetà a l'exili, on hi representa Europa. Nascut a Kyirong (Tibet) hagué d'immigrar a Katmandú, travessant l'Himàlaia, quan els xinesos invadiren el Tibet l'octubre de 1950. La seva mare va morir un camp de treball xinès quan ell tenia 4 anys. Posteriorment visqué a l'Índia, on va fer de captaire durant molts anys per sobreviure, fins que el govern indi el recollí i educà en la seva cultura d'origen, com un exiliat.
Als setze anys ingressà per primer cop en un monestir budista, atret per l'espiritualitat de la seva religió. Entre d'altres ha viscut al monestir de Namgyal, on va conviure durant onze anys amb S.S. el Dalai Lama, Tenzin Gyatso.
Viatjà per primer cop a Espanya el 1981, acompanyant S.S. el Dalai Lama, organitzant diverses conferències i seminaris sobre la cultura i història tibetana. Per tal de fer conèixer el budisme tibetà i per indicació i consell de S.S. el Dalai Lama fundà la Casa del Tibet a Barcelona, inaugurada el desembre de 1994 pel mateix Tenzin Gyatso.
El 25 de setembre de 1998, el Ven. Thubten Wangchen va obtenir la nacionalitat espanyola, convertint-se en un dels primers ciutadans espanyols d'origen tibetà.
El setembre de 2007 organitzà la visita del Dalai-lama a Barcelona, aconseguint reunir a 10.000 persones en una conferència al Palau Sant Jordi.
El 27 d'abril de 2011 fou elegit membre del Parlament tibetà a l'exili, on és un dels dos representants per Europa.